# Adalbert Schnee

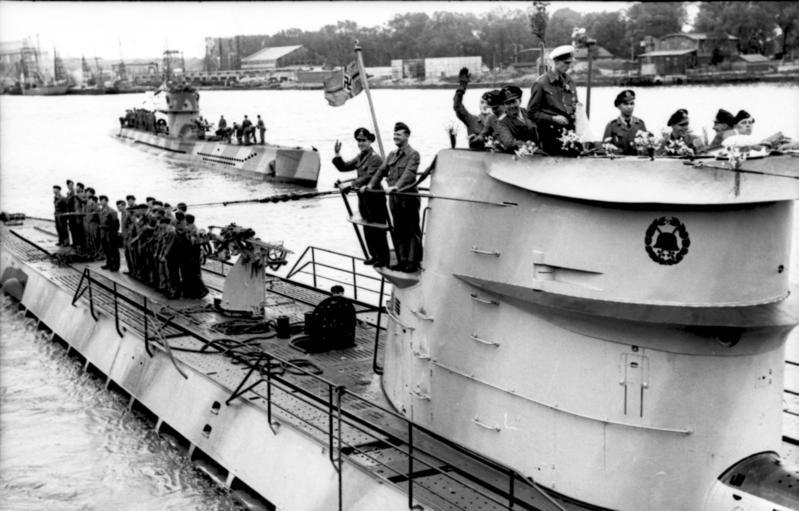
U-123 i U-201 (1940) wypływają z Lorient

Adalbert Schnee (ur. 31 grudnia 1913 w Berlinie, zm. 4 listopada 1982 w Hamburgu) – dowódca U-Bootów podczas drugiej wojny światowej. 
Otrzymał stopień Korvettenkapitän, co odpowiada polskiemu komandorowi podporucznikowi. W 1934 wstąpił do Reichsmarine. W 1937 wstąpił do U-Bootwaffe. Na początku wojny służył na U-23. Dowodził okrętami: 
- U-6 (typ IIA; 31 stycznia 1940 – 10 lipca 1940; 1 patrol – 15 dni);
- U-60 (typ IIC; 19 lipca 1940 – 5 listopada 1940; 3 patrole – 38 dni);
- U-121 (typ IIB; 6 listopada 1940 – 27 listopada 1940; nie odbyto żadnego patrolu);
- U-201(inne języki) (typ VIIC; 25 stycznia 1941 – 24 sierpnia 1942; 7 patroli – 235 dni);
- U-2511 (typ XXI; 29 września 1944 – 8 maja 1945; 1 patrol – 3 dni).

Był jednym z pierwszych, którzy dowodzili U-Bootami typu XXI. Odbył 12 patroli bojowych, zatopił 21 statków o łącznym tonażu 90 847 BRT. Zatopił również dwa okręty pomocnicze o tonażu 5700 BRT (HMS "Springbank", HMS "Laertes"). Uszkodził trzy statki o tonażu 28 820 BRT.

## Kariera wojskowa
- 26 września 1934 – Seekadett (kadet morski)
- 1 lipca 1935 – Fähnrich zur See (chorąży)
- 1 stycznia 1937 – Oberfähnrich zur See (starszy chorąży)
- 1 kwietnia 1937 – Leutnant zur See (podporucznik marynarki)
- 1 kwietnia 1939 – Oberleutnant zur See (porucznik marynarki)
- 1 marca 1942 – Kapitänleutnant (kapitan marynarki)
- 1 grudnia 1944 – Korvettenkapitän (komandor podporucznik)

## Odznaczenia
- 21 października 1939  – Krzyż Żelazny II klasy (Eisernes Kreuz II klasse)
- 27 listopada 1939 – Odznaka Wojny Podwodnej (U-Boot-Kriegsabzeichen)
- 15 sierpnia 1940 – Krzyż Żelazny I klasy (Eisernes Kreuz I klasse)
- Krzyż Rycerski Krzyża Żelaznego z Liśćmi Dębu (Ritterkreuz des Eisernen Kreuzes mit Eichenlaub)
  - 30 sierpnia 1941 – Krzyż Rycerski
  - 15 lipca 1942 – Liście Dębu do Krzyża Rycerskiego